# Guilherme II de Inglaterra
Guilherme II (c. 1056 – 2 de agosto de 1100), também conhecido como Guilherme, o Ruivo, foi o Rei da Inglaterra de 1087 até sua morte, com influência e poder indo até a Escócia e a Normandia. Era o filho de Guilherme I e Matilde de Flandres.
Guilherme II, o Ruivo, nasceu na Normandia, antes da subida do pai ao trono de Inglaterra. Era o preferido de Guilherme I,[carece de fontes?] talvez devido à personalidade agressiva dos irmãos.[carece de fontes?] Quando Guilherme, o Conquistador morreu, deixou a Normandia a Roberto, mas a Inglaterra ficou para Guilherme II. Esta decisão desagradou tanto a Roberto, privado de parte substancial da herança, como aos nobres que tinham terras em ambas as margens do Canal. O resultado foi uma longa e crescente animosidade entre Roberto e Guilherme II que resultou em invasões mútuas e revoltas das populações. No ano de 1091, o Duque da Normandia e o Rei de Inglaterra fizeram as pazes, assinaram o tratado de Caen e acordaram mutuamente nomear-se como sucessor. O reinado de Guilherme foi difícil. Impopular junto do povo, teve de lidar com revoltas dos Condes da Nortúmbria e de Eu, com ataques do Rei da Escócia e com conflitos com a Igreja.
Guilherme morreu em Agosto de 1100, atingido por uma seta enquanto caçava em New Forest acompanhado por um grupo de nobres, e encontra-se sepultado na Catedral de Winchester. Se foi um acidente ou não, permanece por explicar, mas ninguém foi acusado ou perseguido por regicídio. Guilherme nunca casou nem teve descendência ilegítima e algumas fontes sugerem a sua homossexualidade. De qualquer forma, sem filhos o seu sucessor seria o irmão Roberto II da Normandia, de acordo com os tratados de 90. No entanto Roberto encontrava-se na altura em Cruzada na Terra Santa e não pode reclamar o trono de Guilherme II. Houve quem o fizesse por ele. Henrique, o irmão mais novo dos dois não perdeu tempo e apropriou-se da coroa.
Os historiadores do século XII (todos eles eclesiastas), deixaram uma imagem negativa do rei, lembrando sobretudo a sua moral duvidosa, os seus maus costumes e a sua morte dramática. Os historiadores atuais reconhecem que Guilherme conseguiu manter a ordem na Inglaterra, e restaurou a paz na Normandia. Morto com apenas 40 anos de idade, não pôde mostrar a totalidade das suas capacidades.

## Juventude
Nascido por volta de 1060 no ducado da Normandia, ele é o terceiro filho de Guilherme o Conquistador (morto em 1087) e de Matilde de Flandres (morta em 1083). É portanto mais novo que Roberto Courteheuse e Ricardo (morto antes de 1074), e mais velho que Henrique. O sobrenome de "Ruivo" vem ou da cor dos seus cabelos ou do seu tom avermelhado. Embora esse sobrenome pouco fosse usado enquanto vivo, serve para os historiadores o distinguirem de outros Guilhermes de sua época. O monge-historiador Orderico Vital, algumas centenas de anos mais tarde, nomeia-o dessa forma ao longo de todo a sua História Eclesiástica.
Guilherme o Ruivo é, tal como os seus irmãos, um aventureiro, caçador e soldado. Segundo o historiador britânico Frank Barlow, apesar de menos inteligente que seus irmãos, ele é perseverante. Durante a sua infância, leva uma educação através do monge erudita Lanfranco de Cantuária, na época abade da Abadia aux Hommes em Caen. Como terceiro filho do duque, poderá ter recebido um apanágio, mas confiando-o a Lanfranco, os seus pais talvez o tenham destinado à ordem. A morte de Ricardo entre 1069 e 1074, o segundo filho, transtorna os projetos do casal real: Guilherme volta para o seu pai e é nomeado cavaleiro. Observadores descrevem-no como um rapaz respeitador e bom, leal e fiel ao seu pai.
As relações entre os três irmãos não são particularmente boas. Um incidente entre eles (por volta de 1078), leva a uma revolta de Roberto, frustrado por falta de dinheiro e de independência de seu pai. Enquanto que o duque de Normandia está instalado em L'Aigle, Guilherme e Henrique fazem uma visita ao seu irmão Roberto que vive numa outra casa com a sua própria comitiva. Após um jogo de dados, eles urinam de um andar acima sobre a cabeça de Roberto e de seus amigos. Segue-se uma briga tão barulhenta que o duque teve de intervir e obriga os seus filhos a fazerem a paz. Na noite seguinte, Roberto, humilhado, dirige-se com os seus companheiros para Rouen onde tentam tomar o castelo. Falham e o duque ordena a sua prisão. Roberto e os seus companheiros fogem então da Normandia. Em 1079, Roberto está na fortaleza de Gerberoy. Guilherme o Conquistador sitia o local, e é ferido pelo próprio filho. Mesmo que os dois homens se tenham reconciliado, este ato dramático provavelmente alterou o destino do jovem Guilherme frente a seu irmão.
Em 1080, Guilherme acompanha o seu pai e o seu irmão Roberto para a Inglaterra. Muito provavelmente participa em algumas campanhas na Escócia e no País de Gales. Nos anos seguintes, fica com seu pai em Inglaterra e nada sugere uma longa separação entre eles. Pelo contrário, desde 1083 que Roberto Courteheuse deixara a corte para procurar fortuna no Reino de França.
Em agosto de 1087, o Conquistador morre devido a uma ferida no abdómen, quando atacava Mantes. A sua sucessão é muito discutida e é muito provável que a sua primeira intenção fosse em deserdar completamente Roberto. Mas é dissuadido pelos barões do ducado, que tinham prestado homenagem a Roberto em 1066, antes mesmo da invasão da Inglaterra. O conquistador decide mesmo assim recompensar Guilherme pela sua lealdade: moribundo, envia-o para a Inglaterra para subir ao trono.

## Ascensão ao trono (1087–1088)

### Tomada do reino

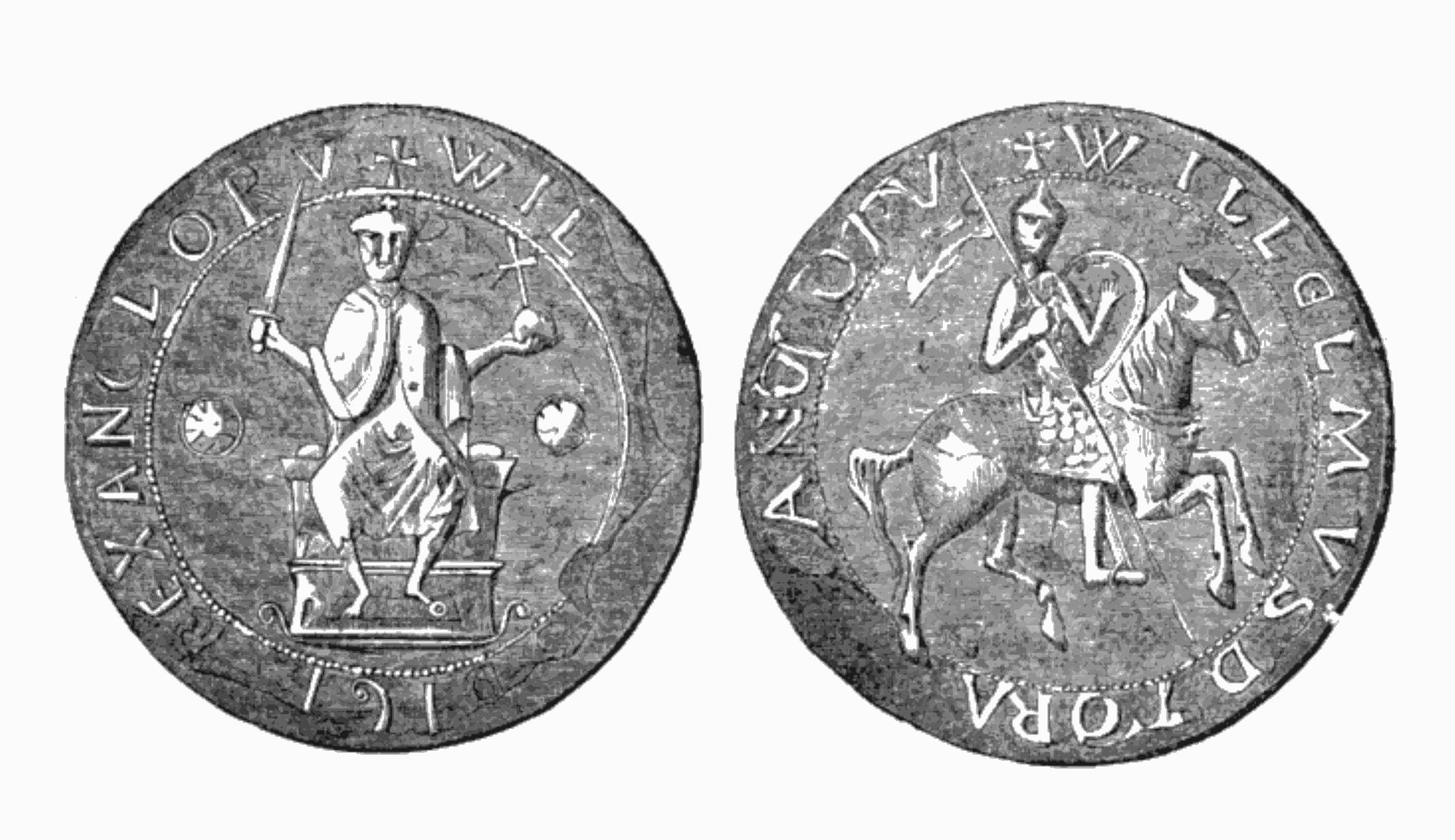
Grande Selo de Guilherme o Ruivo no seu reinado, extraído de The pictorial history of England, por George Lillie Craik e outros (1846).

Guilherme provavelmente embarca em Touques em direção à costa inglesa. Dirige-se para Winchester onde se assegura do tesouro real. Depois junta-se ao arcebispo de Cantuária, o seu antigo tutor Lanfranco de Cantuária, que praticamente assume o papel de vice-rei. Este respeita os votos do Conquistador e coroa Guilherme a 26 de setembro de 1087, na abadia de Westminster, dezassete dias após a morte do rei. Para o historiador Frank Barlow, é um "golpe de Estado". Quando Guilherme o Ruivo sobe ao trono, não tem nenhuma experiência de governo nem conhece muito bem o país. Mas é ajudado por Lanfranco e assegura-se sem grandes dificuldades da submissão da administração real, dos xerifes e da nobreza ministerial. Num primeiro tempo, os barões anglo-normandos não reagem, talvez porque a maioria está na Normandia ou porque esperam pela reação de Roberto Courteheuse. Este último voltou para a Normandia desde que soubera da morte do pai, e faz-se reconhecer como duque da Normandia e conde do Maine.

### Rebelião de 1088
Guilherme o Ruivo não hesita em distribuir o tesouro real às igrejas e xerifes dos condados, e escolhe comprar os serviços de conselheiro de Guilherme de Saint-Calais, bispo de Durham. Rapidamente, ganha o apoio da Igreja e dos barões anglo-normandos. Comete então um erro: entregar ao seu tio Odo, libertado da prisão por um moribundo Guilherme I, as suas posses na Inglaterra. Pouco agradecido, Odo organiza uma conspiração para unir a Normandia e a Inglaterra sob o único governo de seu sobrinho Roberto Courteheuse. A obrigação de obedecer a dois suseranos diferentes, e ainda por cima inimigos, colocava problemas de lealdade nos aristocratas anglo-normandos. Odo reuniu à sua volta grandes barões do reino, tais como Rogério II de Montgommery, Geoffroy de Montbray e Roberto de Mortain. Os rebeldes fortificaram os castelos de Rochester, Pevensey e Tonbridge. Na primavera de 1088, lançaram uma campanha militar saqueando terras do rei e de seus aliados, e aguardam o desembarque do duque Roberto. Mas este demora a embarcar, e Guilherme o Ruivo aproveita para mobilizar todas as forças disponíveis, e responde em triplicado.
Primeiro tenta dividir os seus adversários mostrando-se pronto para recompensar quem abandonar a conspiração. Rogério de Montgommery é o primeiro a aceitar. Depois, Guilherme promete ao povo inglês, no geral, restaurar as melhores leis que já conhecera, de abolir os impostos injustos e de reconsiderar os direitos à caça. Finalmente ele passa à ação militar sitiando e tomando os castelos rebeldes. A partir do fim do mês de julho, a rebelião é esmagada. O rei decide perdoar os rebeldes de forma maciça, à exceção de Odo de Bayeux, que é banido do reino. Após o conflito, ele tem de resolver o caso de Guilherme de Saint-Calais, o seu principal conselheiro que o abandonara durante a rebelião, e que se refugiara em Durham. Segue-se um debate entre o rei e o rebelde para saber se ele deveria ser julgado segundo as leis feudais ou como bispo segundo as leis canônicas. Finalmente, o rei decide retirar as posses do bispo e bani-lo do reino.
Com a ordem restabelecida no seu reino, é-lhe permitido recompensar os seus principais apoiantes na revolta. Henrique de Beaumont recebe o título de conde de Warwick, Guilherme de Warenne recebe o título de conde de Surrey, e Roberto FitzHamon recebe a honra de Gloucester.

## Relações com o ducado da Normandia (1088–1096)
Após a derrota da rebelião, as relações entre os dois irmãos ficaram ainda mais tensas. Henrique, o irmão mais novo, decidido a herdar de pelo menos um dos dois irmãos, tenta tirar alguma vantagem da situação. A sua preferência vai para Guilherme, mas o fraco e dispendioso Roberto é o mais fácil de explorar. Assim, em 1087-1088 ele compra, com o dinheiro da herança, Avranchin e Cotentin. Por seu lado, Guilherme o Ruivo compra os serviços dos vassalos de Roberto Courteheuse e prepara a invasão da Normandia. No decorrer do verão de 1090, já corrompeu a maioria dos barões da Alta Normandia, com fiéis centralizados em Eu. A situação no ducado começa a deteriorar-se, e apoiantes do rei iniciam uma revolta em Rouen, a capital. Henrique aproveita para se aproximar de Roberto indo ao seu socorro, e a revolta em Rouen é eliminada sem que Guilherme pudesse entrar em ação.

### O tratado de Caen de 1091
Em fevereiro de 1091 Guilherme prepara a última fase do seu plano para reunir os territórios paternos. Desembarca na Normandia e instala-se em Eu. Contudo, não há nenhum confronto sério entre os exércitos. Este status quo termina no tratado de Caen que Guilherme de Saint-Calais, acabado de se reconciliar com o rei, aparentemente negocia entre os dois irmãos. Com esse tratado, fazem as pazes e designam-se herdeiros um do outro. Guilherme mantém o condado d'Eu e o porto de Cherbourg. Em troca, Guilherme ajuda o seu irmão na recuperação dos territórios do ducado que tivera de conceder para comprar fidelidade. Os dois irmãos atacam então Henrique, senhor de Avranchin e de Cotentin, sitiam-no no Monte Saint-Michel. Derrotado, Henrique acaba por se exilar em França.
No verão de 1091 os dois irmãos atravessam a Mancha para combaterem lado a lado a invasão escocesa e resolverem os problemas do País de Gales. Juntos, reprimem a revolta galesa e depois mobilizam um exército para combater uma invasão de Malcolm III da Escócia, a nordeste do país. Dois dias antes do Natal de 1091 Roberto regressa à Normandia após nova disputa com o irmão. Aparentemente Guilherme não cedera em dar a Roberto territórios na Inglaterra e em ajudá-lo a ir à Normandia combater os seus inimigos. Em maio de 1092 Guilherme lidera um exército no noroeste do seu reino e retoma Cumbrie, detida por um vassalo do rei da Escócia. Reconstrói a cidade de Carlisle e constrói alguns castelos para proteger a fronteira histórica com a Escócia.

### 1093-1094
Guilherme o Ruivo mantém Eu e ativa uma aliança com o conde da Flandres. Orderico Vital indica que o rei inglês tem então cerca de vinte castelos no ducado da Normandia. No Natal de 1093 Roberto Courteheuse pede-lhe para respeitar os termos do tratado de Caen sob pena de o considerar como caducado. Espera uma ajuda que não vem para reconquistar o condado do Maine. Após um encontro infrutífero entre os dois irmãos (fevereiro de 1094), Guilherme o Ruivo denuncia ele também o tratado. Roberto assegura-se do apoio militar do seu suserano, o rei Filipe I de França, enquanto que Guilherme apela ao seu irmão Henrique para ajudá-lo. Finalmente, Guilherme consegue desligar o rei de França da causa de Roberto. Nenhum dos dois lados parte para uma batalha decisiva. Guilherme regressa ao seu reino, e deixa Henrique na luta contra o seu irmão.

## A gestão do reino

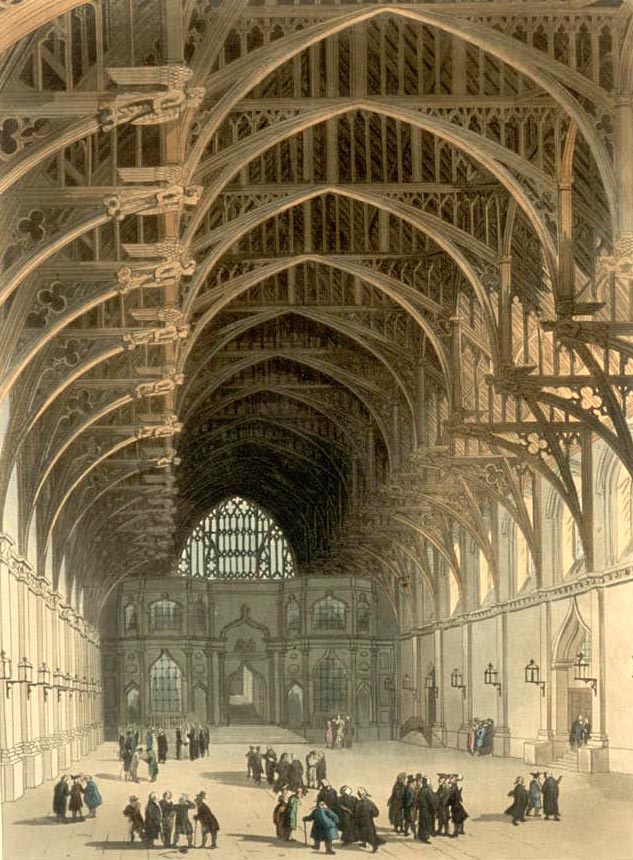
Grande salão do Palácio de Westminster, de Thomas Rowlandson e Augustus Charles Pugin, em Microcosm of London (1808-11).

O governo de Guilherme o Ruivo é essencialmente a continuação da política de seu pai. Consolida a maior parte das estruturas que o seu pai improvisara e que colocara rapidamente de pé após a conquista normanda da Inglaterra. Por uma lado retoma os tradicionais poderes dos reis anglo-saxões, anterior à conquista normanda. E de outro lado, a importação do feudalismo normando assegura-lhe um melhor controlo sobre a nobreza, pois permite-lhe intervir na sucessão das honras. O poder real alarga-se em direções por vezes impopulares tais como por exemplo a constituição de florestas reais (notavelmente o New Forest). A sua presença quase contínua no reino (até 1096) é igualmente uma novidade à qual a sua administração, barões e Igreja não estão habituados.
Nos primeiros anos a sua principal preocupação é a proteção das fronteiras. Em 1091 luta contra os escoceses e os galeses (irá combater novamente os galeses em 1095 e 1097) e anexa Cúmbria em 1092. Em 1091, antes de os dois exércitos se confrontarem, obtém a paz dos escoceses, e entende-se com Malcolm III da Escócia para que as relações dos dois reinos sejam idênticas às do tempo do Conquistador. Assim, Malcolm faz uma homenagem condicional a Guilherme o Ruivo e jura-lhe fidelidade. Em troca recebe o condado de Huntingdon, que já possuíra antes de 1087. Com a sua morte em 1093, Guilherme toma partido pelos filhos de Malcolm quando é o seu irmão Donald III que subiu ao trono. E é o seu protegido Edgar I que toma o controlo do reino. Também este irá reconhecer Guilherme como seu suserano.
As campanhas militares no reino e em Normandia custam bastante dinheiro, principalmente à Igreja. Sob o seu reinado, a Torre de Londres foi concluída, e manda construir o grande hall do Palácio de Westminster.

### Presságio
Em março de 1093, Guilherme o Ruivo fica subitamente doente quando se encontrava no País de Gales. É repatriado para Gloucester e ali fica durante toda a Páscoa. Imagina então estar a morrer, e confessa-se a Anselmo, abade de Notre-Dame du Bec. Promete mudar de vida e de começar com uma série de reformas no reino. Libera todos os seus prisioneiros e anula as dívidas. Obriga Anselmo a ser arcebispo de Cantuária, lugar vago desde a morte em 1089 de Lanfranco de Cantuária, e faz doações nos mosteiros. Segundo Frank Barlow, é também possível que Anselmo o tenha feito prometido casar-se. Assim que recupera a saúde, Guilherme planeia casar com Edite da Escócia, filha de Malcolm III, então com doze anos de idade. Visita-a na abadia onde é educada, mas a abadessa convence-o de que ela teria seguido votos, e ele renuncia ao casamento. No outono do mesmo ano, Malcolm III invade a Inglaterra, mas cai numa armadilha e é morto por Roberto de Montbray, conde de Nortúmbria.

### Regresso à Inglaterra

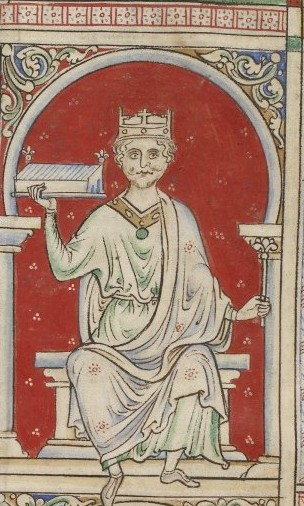
Representação de Guilherme o Ruivo numa obra de Matthieu Paris (Século XIII). Tem na mão direita o Hall de Westminster, que mandou construir. Extrato de Historia Anglorum, na British Library.

Em janeiro de 1095 Guilherme o Ruivo volta para a Inglaterra, depois de gastar muito dinheiro na Normandia com muito pouco resultado. Na sua ausência, uma revolta generalizada no País de Gales levou a que os senhores normandos perdessem o controlo de grande parte dos territórios conquistados. Guilherme descobre também uma conspiração para substituí-lo no trono pelo seu primo Étienne d'Aumale, sobrinho de Guilherme o Conquistador. No verão de 1095 o rei lidera um exército em Nortúmbria para sitiar o castelo do instigador da conspiração: Roberto de Montbray. Após a queda de Newscastle, obriga-o a refugiar-se na fortaleza de Bamburgo. Deixa aos seus tenentes a continuação do cerco e parte para o País de Gales, onde a situação piorava: os galeses tomaram Montgomery, o castelo do conde de Shrewsbury Hugo de Montgommery. Em novembro, tiveram lugar vários combates, mas os galeses não abandonavam a luta. Entretanto, Roberto de Montbray, sitiado no priorado de Tynemouth, rende-se. Ao contrário do que acontecera em 1088, desta vez os rebeldes são duramente punidos. Inicia-se um processo por traição em Salisbúria, no local de Sorvioduno. Roberto de Montbray fica preso para o resto da sua vida, o conde Guilherme d'Eu perde um duelo judicial e morre das feridas, depois de ser castrado. Vários outros são mutilados, presos, banidos ou tiveram de pagar pesadas indemnizações.
Em fevereiro de 1096 Roberto Courteheuse segue para uma cruzada. Um legado papal negocia um acordo entre Guilherme e o duque da Normandia. Guilherme paga 10 mil marcos em dinheiro para a guarda e rendas do ducado por um período de três anos. O investimento representa menos de um quarto das rendas anuais do reino. Ainda para mais, Roberto poderá não regressar vivo da cruzada. Segundo o acordo, o seu irmão Henrique fica com Cotentin, Avranchin e Bessin (exceto as cidades de Caen e Bayeux) como apanágio.

### Relação com os barões
Para aconselhá-lo em diversos domínios, Guilherme coloca à sua volta companheiros de campanha e amigos como Urso de Abbetot e Roberto FitzHamon, Hamon e Roberto Blouet. Após as rebeliões de 1088 e 1095, retira as posses a alguns grandes barões do reino, com Odo de Bayeux, Eustácio II de Bolonha e Roberto de Montbray. Nomeia novos condes, pessoas de grandes famílias de barões, como Guilherme de Warenne, Henrique de Beaumont e Gualtério II Gifardo. Recompensa também alguns companheiros como Roger de Nonant.
A sua administração é tão eficaz que em 1096 lhe bastam alguns meses para reunir 10 mil marcos (7 mil livras), necessários para a hipoteca do ducado da Normandia. E isso graças a um imposto especial. No entanto, os barões do reino julgam a pressão fiscal como excessiva. Quando de sua subida ao trono, o seu irmão Henrique julgará preferível prometer renunciar a essas práticas.
Segundo Barlow, é apesar de tudo um soberano apreciado pelos barões e pelo clero. A sua generosidade, os seus sucessos militares e a sua vontade em reunir de novo o ducado e o reino fazem com que encontre muito pouca oposição. O historiador C. W. Hollister não tem a mesma visão: sublinha a quebra entre o rei e a alta aristocracia anglo-normanda. Para apoiar a sua tese, lembra as duas conspirações contra Guilherme, em 1088 e 1095, assim como a ausência dos grandes do reino aquando da assinatura das cartas reais.

### Relação com a Igreja

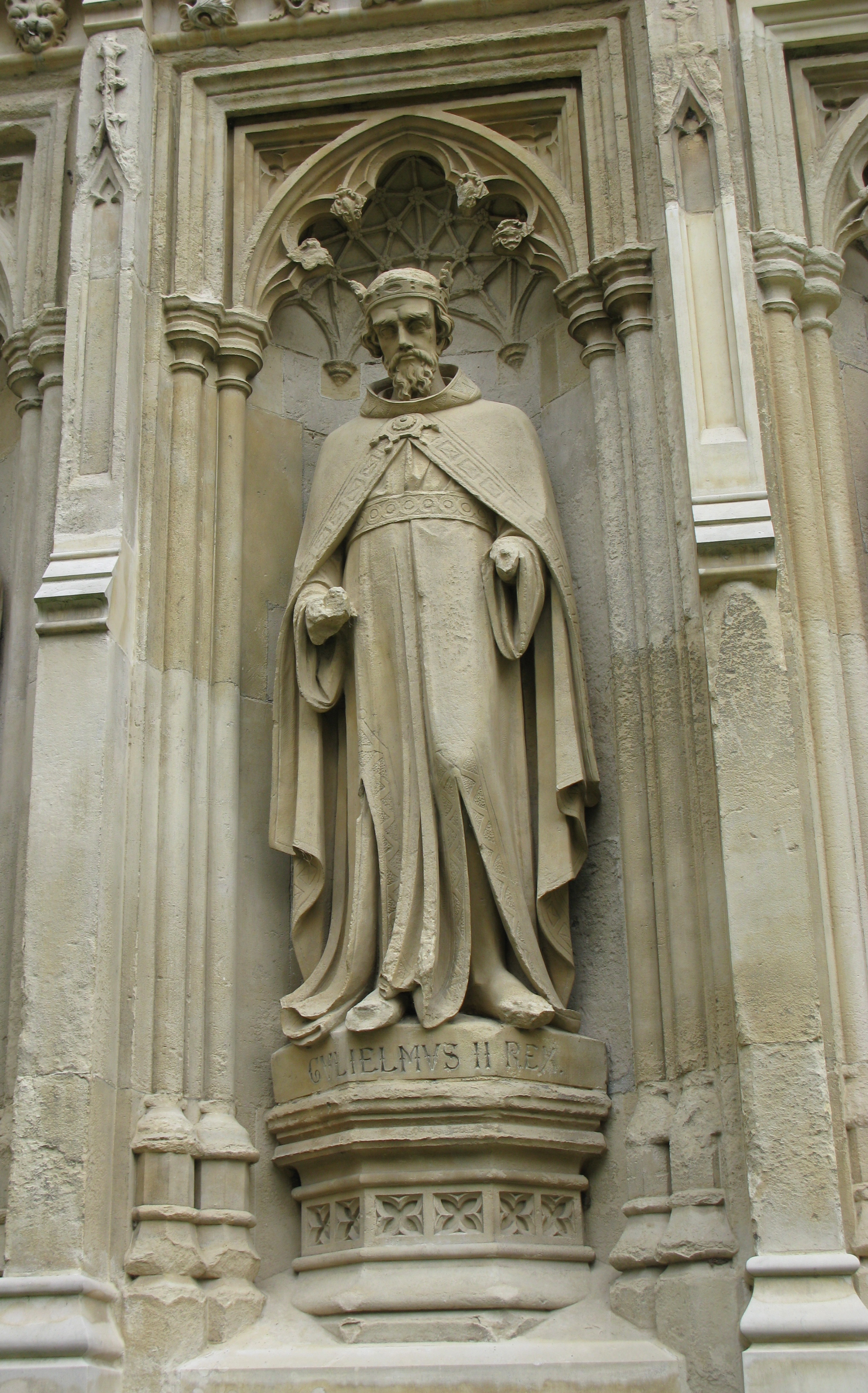
Escultura de Guilherme o Ruivo, na fachada da catedral de Cantuária.

Perante a Igreja, Guilherme não mostra tanto respeito quanto o seu predecessor, nem manda construir nenhum mosteiro. Mas apesar da sua reputação anticlero, não desdenha os conselhos de Anselmo de Cantuária, Guilherme de Saint-Calais, Vulstano de Worcester, Roberto Bloet e, nos últimos anos, de Vauquelino de Winchester. Para a administração do seu reino, mantém uma parte dos que ajudaram o seu pai, como o capelão Rainulfo Flambardo, que o serve com lealdade durante todo o seu reinado.
Este último torna-se um primeiro ministro antes do tempo. Flambardo é encarregado das finanças, e o seu objetivo principal é o de fazer entrar no tesouro real a maior quantidade de dinheiro possível. Graças a ele, Guilherme aumenta os rendimentos, aumentando ou criando novas taxas e concedendo diretamente a si mesmo alguns benefícios eclesiásticos. Vende também abadias reais, disfarçando o preço sob a forma de uma ajuda ou de uma doação, aos candidatos de sua escolha. Todavia, tudo indica que essas práticas eram aceites pelo Clero. A nomeação de Anselmo para arcebispo de Cantuária, quando Guilherme se encontrava doente em 1093, fora talvez um dos seus raros erros. O arcebispo está em permanente conflito com ele. Censura principalmente a sua moral e a exploração que faz dos benefícios eclesiásticos. Em 1094 Anselmo vê recusada a organização de um grande concílio da Igreja inglesa, principalmente para condenar as práticas de sodomia e incesto, práticas correntes no reino.
A disputa entre os dois homens conhece o seu auge quando Anselmo reconhece o novo papa, Urbano II, em vez do antipapa Clemente III, quando Guilherme o Ruivo ainda não fizera a sua escolha. O rei, apelando à tradição inglesa, censura Anselmo por ter violado o seu voto de fidelidade apropriando-se de uma prerrogativa real. Anselmo responde afirmando que não tem intenção de renunciar à sua fidelidade a Urbano II. O rei, furioso, protesta afirmando que Anselmo coloca a sua lealdade ao papa acima da sua lealdade ao seu soberano. Em fevereiro de 1095 tem então lugar um concílio, em Rockingham, mas a situação manteve-se.
Por fim, Guilherme reconhece Urbano II na esperança de que este substitua Anselmo. Mas tal não acontece e, atento ao suporte do soberano inglês, ordena a Anselmo que colabore com o rei. Mas em 1097, quando Guilherme se queixa da insuficiente ajuda militar fornecida pelo arcebispo para a campanha galesa, este último compreende que a situação é insustentável e exila-se.

## Morte

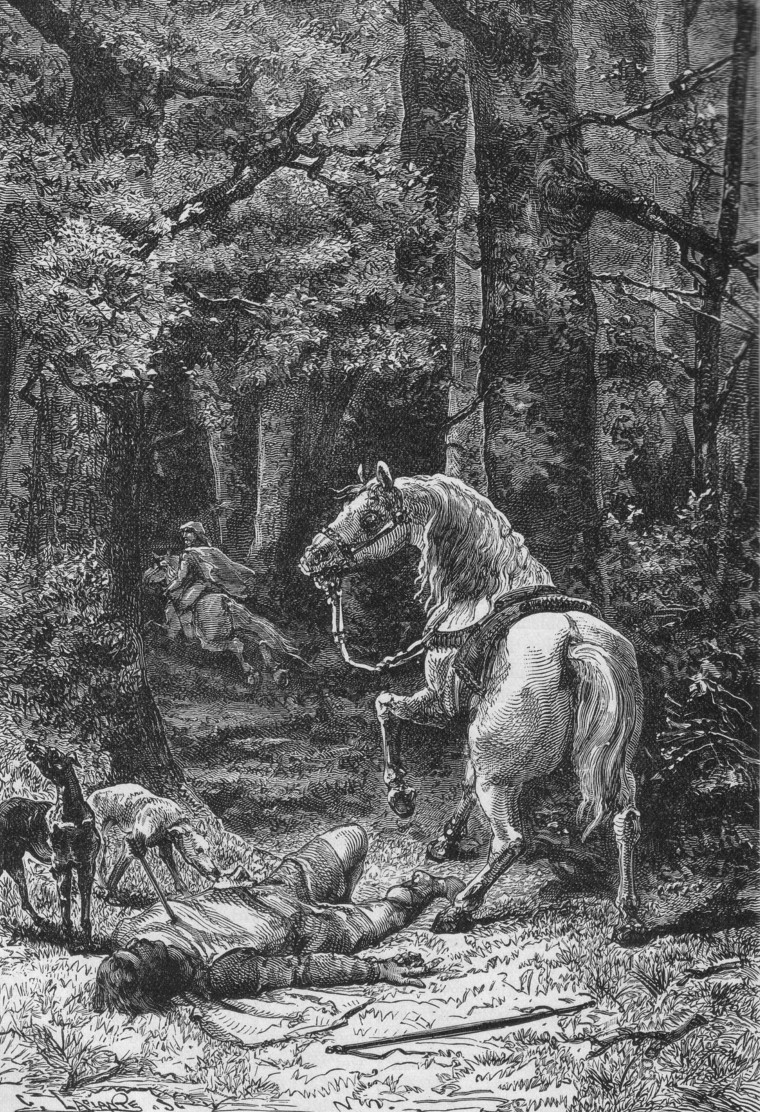
Morte de Guilherme, o Ruivo. Litografia de A. de Neuville (1895), extraída de Universal History por Ridpath.

Quinta-feira, dia 2 de agosto de 1100, Guilherme o Ruivo participa de uma caça ao veado em New Forest (no condado de Hampshire, na Inglaterra), com seus companheiros quando, no final da tarde, é morto por uma seta no coração. Já por volta de 1070 o seu irmão Ricardo perdera a vida nesta floresta, e em maio de 1099 também o seu sobrinho ali tivera uma morte semelhante. Alguns anos mais tarde, o monge e historiador Guilherme de Malmesbúria acusaria Gualtério II Tirel, um nobre francês, de ser o responsável pela sua morte. Este participava da caça; assim que o rei foi encontrado morto, deixou a floresta e regressou precipitadamente a França. Mas Suger de Saint-Denis, amigo e biógrafo de Luís VI de França, inocenta Tirel afirmando que este jurara em várias ocasiões não ter estado, nesse dia, em companhia do rei, nem de o ter visto. A maioria dos cronistas contemporâneos viram o evento como vingança divina para punir um blasfemo.
Alguns historiadores viram a morte do rei como uma consequência de uma conspiração fomentada pelos Clare e Henrique, o irmão do rei. A antropóloga britânica Margaret Murray evoca mesmo a feitiçaria e um sacrifício ritual para explicar a morte de Guilherme, o Ruivo. Em 2005, a historiadora britânica Emma Mason apresentou uma nova tese sobre o acidente. Segundo ela, teria sido um assassinato encomendado. Para a historiadora, o rei inglês estaria a preparar a invasão da França no momento em que foi morto. Os Capetianos, particularmente Luís (futuro Luís VI), informados das intenções do rei inglês, decidem matá-lo. Para isso utilizam um agente duplo que Mason indica como sendo Reinaldo de Equesnes, que acompanhava Gualtério Tirel.
Presente nessa caçada, Henrique aproveita imediatamente o drama: apodera-se do tesouro real em Winchester e faz-se coroar rei de Inglaterra na abadia de Westminster a 5 de agosto de 1100, apenas três dias após a morte de seu irmão.

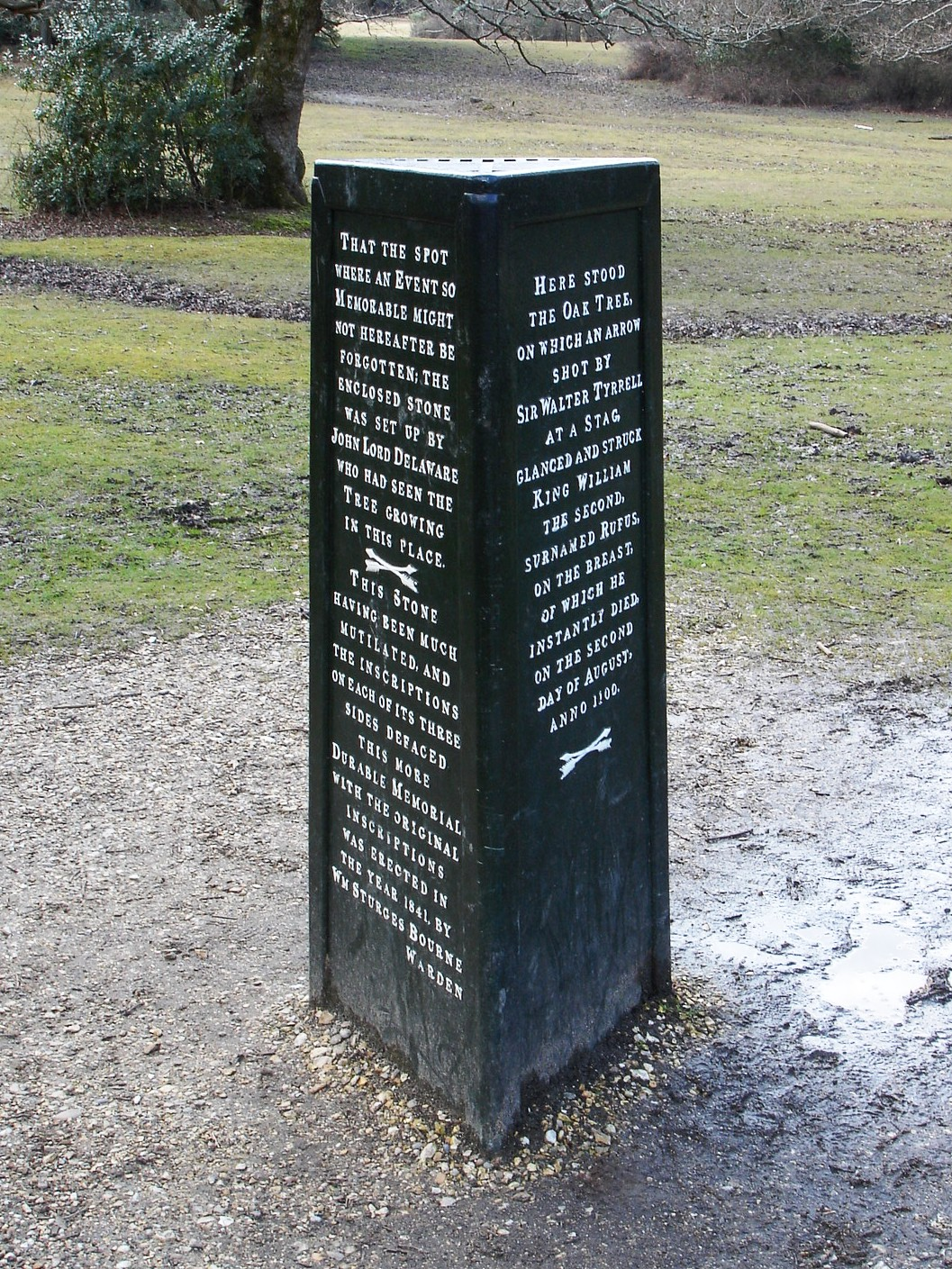
A Rufus Stone (Hampshire).

A ausência de herdeiros diretos (Guilherme nunca casou e não tem filhos) e o apoio de Gilberto FitzRichard de Clare e de sua família facilitam a tomada do poder. As circunstâncias são favoráveis a Henrique, mas provavelmente fortuitas. Sugere-se que nesta data, Henrique estava desesperado e que esse «acidente» era a sua última hipótese de obter o trono, com o seu irmão Roberto Courteheuse quase a regressar da primeira cruzada onde estava desde 1096. Na realidade, o momento da morte do rei não é particularmente vantajoso. Se esse evento tivesse tido lugar quatro anos antes, Henrique teria todo o tempo de consolidar o seu poder e administração em Inglaterra, para depois anexar o ducado da Normandia. Mas em vez disso, ele tem de enfrentar a oposição dos barões do reino e a invasão de Courteheuse, de regresso da cruzada.
Guilherme o Ruivo foi enterrado à pressa a 3 de agosto no coração da antiga catedral de Winchester, sob a torre. Provavelmente pouca gente assistira, e até o seu irmão Henrique estava demasiado ocupado a preparar a sucessão. A torre sob a qual foi enterrado desmorona em 1107.
O local onde se deu o acidente foi muito discutido, e dois locais foram propostos: o primeiro é um lugar denominado Canterton, onde podemos encontrar a «Rufus Stone» colocada em 1745; o segundo fica perto da aldeia abandonada de Througham.

## Personalidade e reputação
O seu melhor retrato vem de Guilherme de Malmesbúria, embora este não seja um seu contemporâneo. Segundo o historiador, Guilherme o Ruivo era um homem pequeno, com uma proeminente barriga e de tom de pele avermelhada e gostava de se vestir com a última moda. Seria loiro, mas esse ponto é muito discutível. Como membro da aristocracia, adotara o estilo de corte inglês, com cabelos compridos, bem que o concílio de Rouen de 1096 tenha condenado o uso de cabelos compridos, associando-o à deturpação da moral. Em privado, com os amigos, adotava uma atitude informal e mostrava-se muito à vontade; mas em público fazia sentir a sua falta de eloquência. Tinha também tendência a gaguejar quando se enervava. Os que se aproximavam de Guilherme o Ruivo deviam ter a noção de que se tratava de um homem perigoso. A repressão e a conspiração de 1095 revelam a face negra do caráter do rei: ele cegou e castrou o seu primo Guilherme d'Eu, e mostrou-se impiedoso para com os rebeldes de baixo estatuto. Desenvolveu uma paranoia para com os aristocratas a seu redor. Anselmo descreve-o como um touro selvagem. Se o humor e a ironia de Guilherme o Ruivo, e a sua imagem cavalheiresca podem torná-lo simpático para alguns historiadores, a sua crueldade e brutalidade não podem ser esquecidas.

## Cronologia do seu reinado
- 26 de setembro de 1087: coroado por Lanfranco de Cantuária, na abadia de Westminster.
- Primavera e verão de 1088: rebelião no reino.
- 1088-1091: corrompe barões do este do ducado da Normandia.
- Fevereiro de 1091: desembarca na Normandia.
- 1091: tratado de Caen entre o rei e o duque da Normandia.
- Verão de 1091: repressão de uma revolta no País de Gales e de uma invasão da Escócia.
- Março de 1093: fica gravemente doente.
- Primavera de 1095: conspiração contra ele por Roberto de Montbray.
- 1096: penhora o ducado da Normandia enquanto o seu irmão Roberto II da Normandia, parte para a primeira Cruzada.
- 1096-1100: campanhas no Vexin francês e no Maine.
- 2 de agosto de 1100: encontra a morte em New Forest.